# 1194 هـ
1194 هـ هي سنة في التقويم الهجري امتدت مقابلةً في التقويم الميلادي بين سنتي 1780 و1780.

## مواليد
- عثمان بن بشر.
- المفتي عبد الغني آل جميل، فقيه وعالِم وخطاط وشاعر وسياسي عراقي.
- عبد الله أبا بطين .

## وفيات
- حسن باشا زاده
- زبيدة القسطنطينية
- حسين العشاري
- محمد بن يوسف الإسبيري